# 百夷
百夷，是元明清时期历史文献中常见的名称，现代大多将之视为对傣族先民的专称。但在不同时期，“百夷”一名也有不同的含义。在元朝时期，“百夷”用作地名以及今云南省西南部各少数民族的总称；明清两代，“百夷”多为滇西南各民族总称、地区名称，或专指傣族先民。

## 演变

### 指代地名、国名和滇西南所有民族
“百夷”一名，最早见于元朝王恽《秋涧先生大全文集》八十一卷，此处的“百夷”是指代滇西南大片地区的地名：
|                                   | 廉右丞、張參政會王相第，呼金齒蠻使人，問其來庭之意及國俗、地理等事。言語侏離，重譯而後通。國名百夷，盖群蠻之總稱也。其地在大理西南數千里外，而隸六詔焉。 |
| ——《秋澗先生大全文集·卷第八十一》 | |

元朝时期，“百夷”常与“金齿”连用，称“金齿百夷”，有时指地名建制，有时为当地人总称。明朝洪武年间，明太祖朱元璋遣钱古训、李思聪出使麓川，作有《百夷传》，此处的“百夷”用作国名：
|              | 百夷，在云南西南数千里，其地方万里。景东在其东，西天古刺在其西，八百媳妇在其南，吐番在其北；东南则车里，西南则缅国，东北则哀牢（今之金齿卫也），西北则西番、回纥。 |
| ——《百夷传》 | |

在《百夷传》中，“百夷”一名同时又指代麓川地区的所有民族，而“大百夷”和“小百夷”，分别指德宏傣族和西双版纳傣族:114。
|              | 俗有大百夷、小百夷、漂人、古剌、哈剌、缅人、结些、吟杜、弩人、蒲蛮、阿昌等名，故曰百夷。 |
| ——《百夷传》 |                                                                                          |

后来的典籍，在《四夷馆考》、《蛮司合志》等书中，“百夷”一词被扩大到指代滇西、甚至云南所有的少数民族。

### 指代傣族
唐朝《新唐书》中记载有“白衣”，是对傣族先民的称呼，元朝李京《云南志略》改作“白夷”，《元史》也大多以“白夷”作为今傣族的名称。明朝中叶之后，受《百夷传》的影响，“白夷”逐渐与“百夷”混为一词，《景泰云南图经志书》以“百夷”指代傣族，《明史》、《正德云南志》等文献则混用“百夷”和“白夷”指代傣族。明朝李元阳认为傣族“所居多在卑湿生棘之地”，于是“造字从棘从人”，认为“僰夷”才是正字，在《万历云南通志》中将“百夷”改为“僰夷”。到清代和民国时期，又改称“摆夷”。